# Selecció femenina de futbol de Portugal
La selecció femenina de futbol de Portugal representa a Portugal a les competicions futbolístiques femenines de seleccions nacionals. Ocupa la posició 40 al Ranking FIFA, i l'Eurocopa 2017 és la primera fase final per a la que es ha classificat. Per altra banda és l'anfitriona de la Copa d'Algarve, la principal competició de seleccions no oficial de la modalitat.

## Actual plantilla
Convocatòria per al repechage contra Romania de la classificació per a l'Eurocopa 2017, a octob re de 2016. Les banderes representen la lliga on juga la jugadora.
| Porteres | Porteres        | Defenses | Defenses         | Centrecampistes | Centrecampistes  | Davanteres | Davanteres      |
| -------- | --------------- | -------- | ---------------- | --------------- | ---------------- | ---------- | --------------- |
| 01       | Jamila Martins  | 02       | Filipa Rodrigues | 06              | Patrícia Gouveia | 10         | Ana Leite       |
| 12       | Patrícia Morais | 03       | Raquel Infante   | 07              | Cláudia Neto     | 16         | Diana Silva     |
|          |                 | 04       | Sílvia Rebelo    | 08              | Andreia Norton   | 18         | Carolina Mendes |
|          |                 | 05       | Matilde Fidalgo  | 09              | Ana Borges       |            |                 |
|          |                 | 15       | Carole Costa     | 11              | Tatiana Pinto    |            |                 |
|          |                 |          |                  | 14              | Dolores Silva    |            |                 |
|          |                 |          |                  | 17              | Vanessa Marques  |            |                 |
|          |                 |          |                  | 19              | Amanda DaCosta   |            |                 |
|          |                 |          |                  | 20              | Suzane Pires     |            |                 |

## Històric
| Primer partit                       | França 0-0 Portugal (24/10/1981)    |
| Majors victòries                    | Armènia 0-8 Portugal (17/09/2011)   |
| Majors derrotes                     | Alemanya 13-0 Portugal (15/11/2003) |
| Millor resultat al Mundial          |                                     |
| Millor resultat als Jocs Olímpics   |                                     |
| Millor resultat a l'Eurocopa        |                                     |
| Millor posició al Ranking FIFA      | 32ª (2003)                          |
| Pitjor posició al Ranking FIFA      | 47ª (2007)                          |
| Jugadora amb més internacionalitats | Carla Couto (145)                   |
| Jugadora amb més gols               | Edite Fernandes (39)                |

| JOCS OLÍMPICS | JOCS OLÍMPICS   | JOCS OLÍMPICS | JOCS OLÍMPICS    | JOCS OLÍMPICS    | JOCS OLÍMPICS   | JOCS OLÍMPICS | JOCS OLÍMPICS  | JOCS OLÍMPICS | JOCS OLÍMPICS |
| Edició        | Classificació   | Classificació | Fase final       | Fase final       | Fase final      | Fase final    | Fase final     |               |               |
| Edició        |                 |               | Setzens de final | Vuitens de final | Quarts de final | Semifinals    | Final / Bronze |               |               |
| ------------- | --------------- | ------------- | ---------------- | ---------------- | --------------- | ------------- | -------------- | ------------- | ------------- |
| 1996          | Mundial 1995    |               |                  |                  |                 |               |                |               |               |
| 2000          | Mundial 1999    |               |                  |                  |                 |               |                |               |               |
| 2004          | Mundial 2003    |               |                  |                  |                 |               |                |               |               |
| 2008          | Mundial 2007    |               |                  |                  |                 |               |                |               |               |
| 2012          | Mundial 2011    |               |                  |                  |                 |               |                |               |               |
| 2016          | Mundial 2015    |               |                  |                  |                 |               |                |               |               |
| MUNDIAL       |                 |               |                  |                  |                 |               |                |               |               |
| Edició        | Classificació   | Classificació | Fase final       | Fase final       | Fase final      | Fase final    | Fase final     |               |               |
| Edició        | Fase regular    | Play-offs     | Setzens de final | Vuitens de final | Quarts de final | Semifinals    | Final / Bronze |               |               |
| 1991          | Eurocopa 1991   |               |                  |                  |                 |               |                |               |               |
| 1995          | Eurocopa 1995   |               |                  |                  |                 |               |                |               |               |
| 1999          | Rússia ¹        |               |                  |                  |                 |               |                |               |               |
| 2003          | Anglaterra ¹    |               |                  |                  |                 |               |                |               |               |
| 2007          | Suècia ¹        |               |                  |                  |                 |               |                |               |               |
| 2011          | Itàlia ¹        |               |                  |                  |                 |               |                |               |               |
| 2015          | Països Baixos ¹ |               |                  |                  |                 |               |                |               |               |
| EUROCOPA      |                 |               |                  |                  |                 |               |                |               |               |
| Edició        | Classificació   | Classificació | Fase final       | Fase final       | Fase final      | Fase final    | Fase final     |               |               |
| Edició        | Fase regular    | Play-offs     | Setzens de final | Vuitens de final | Quarts de final | Semifinals    | Final / Bronze |               |               |
| 1984          | Itàlia ¹        |               |                  |                  |                 |               |                |               |               |
| 1987          |                 |               |                  |                  |                 |               |                |               |               |
| 1989          |                 |               |                  |                  |                 |               |                |               |               |
| 1991          |                 |               |                  |                  |                 |               |                |               |               |
| 1993          |                 |               |                  |                  |                 |               |                |               |               |
| 1995          | Itàlia ¹        |               |                  |                  |                 |               |                |               |               |
| 1997          | Croàcia ¹       | Dinamarca     |                  |                  |                 |               |                |               |               |
| 2001          | Suïssa ¹        | Itàlia        |                  |                  |                 |               |                |               |               |
| 2005          | Txèquia ¹       |               |                  |                  |                 |               |                |               |               |
| 2009          | Escòcia ¹       |               |                  |                  |                 |               |                |               |               |
| 2013          | Àustria ¹       |               |                  |                  |                 |               |                |               |               |
| 2017          | Finlàndia ¹     | Romania       |                  |                  |                 |               |                |               |               |

¹ Fase de grups. Selecció eliminada mitjor possicionada en cas de classificació, o selecció classifica pitjor possicionada en cas d'eliminació.